# Johann Runge
Johann Runge (* 29. Oktober 1926 in Flensburg; † 11. Mai 2014) war ein deutsch-dänischer Historiker.

## Leben und Wirken
Johann Runge nahm als Soldat am Zweiten Weltkrieg teil und besuchte von 1949 bis 1950 die dänische Heimvolkshochschule in Askov. Wie viele andere junge Menschen aus dem  Grenzland Schleswig wuchs in ihm die Gesinnung zur dänischen Sprache und Kultur. 1950 begann er mit dem Studium des Fachs Geschichte an der Christian-Albrechts-Universität zu Kiel und setzte sein Studium an der Universität Kopenhagen fort. Im Jahre 1958 promovierte er an der Universität Kiel bei dem Landeshistoriker Alexander Scharff über den dänischen Politiker Christian Paulsen. Bereits in Kopenhagen stand er in enger Verbindung mit Studierenden aus Südschleswig, deren Vereinigung er angehörte. Er wr Redakteur ihrer Zeitschrift „Front og Bro“. Diese Vereinigung engagierte sich angesichts der Konflikte um die deutsch-dänischen nationalen Minderheiten nördlich und südlich der Grenze zwischen beiden Ländern für eine stärkere Verständigung.
1960 begann Runges Tätigkeit als Lektor für deutsche Sprache und Literatur an der Universität von Island in Reykjavik. Im Jahre 1974 übernahm er dann die Leitung der Studienabteilung an der Dänischen Zentralbibliothek für Südschleswig e.V. („Dansk Centralbibliotek for Sydslesvig e.V.“) in Flensburg. Diese Funktion hatte Runge bis zum Eintritt in den Ruhestand 1996 inne. Neben der Arbeit an eigenen regionalhistorischen Themen, vor allem über Christian Paulsen und Uwe Jens Lornsen, förderte er die Arbeiten von Stipendiaten an dieser Bibliothek und übernahm die Redaktion ihrer Veröffentlichungen. Intensiv arbeitete er mit der Geschichtsvereinigung „Historisk Samfund for Sønderjylland“ zusammen.
1996 wurde Johann Runge für seine Arbeiten mit dem Christian-Paulsen-Preis ausgezeichnet.

## Veröffentlichungen (Auswahl)
Monographien
- Christian Paulsens politische Entwicklung. Ein Beitrag zur Analyse der Entwicklung des dänischen Bewußtseins in der ersten Hälfte des 19. Jahrhunderts im Herzogtum Schleswig (= Quellen und Forschungen zur Geschichte Schleswig-Holsteins, Bd. 57). Wachholtz, Neumünster 1969 (= Dissertation Universität Kiel).
- Sønderjyden Christian Paulsen. Et slesvigsk levnedsløb. Studieafdelingen ved Dansk Centralbibliotek for Sydslesvig, Flensborg 1981, ISBN 87-980393-8-5.
- (mit Lars N. Henningsen): Sprog og kirke. Dansk gudstjeneste i Flensborg 1588–1921 (= Studieafdelingen ved Dansk Centralbibliotek for Sydslesvig, Bd. 56). Flensborg 2006, ISBN 87-89178-62-9.

Aufsätze
- Uwe Jens Lornsen in Flensburg. In: Zeitschrift der Gesellschaft für Schleswig-Holsteinische Geschichte, Bd. 93 (1968), S. 107–146.
- Das parteiliche Geschichtsbild eines dänischen Schleswigers. Jens Jessen über Uwe Jens Lornsen. In: Grenzfriedenshefte, Jg. 1978, H. 2, S. 86ff. (Digitalisat).
- Gegenpole: Uwe Jens Lornsen und Christian Paulsen. In: Grenzfriedenshefte, Jg. 1980, H. 3, S. 132–143.
- Der lange Weg zur Gründung einer dänischen Gemeinde in Flensburg. In: Flensburg, 700 Jahre Stadt. Bd. 1: Flensburg in der Geschichte (= Schriftenreihe der Gesellschaft für Flensburger Stadtgeschichte, Bd. 36,1). Flensburg 1984, S. 158ff.
- Die dänische Minderheit in Südschleswig und ihre deutsche Umwelt. In: Grenzfriedenshefte, Jg. 1985, H. 4, S. 222–234.
- (mit Lars N. Henningsen): Die dänische Minderheit im Landkreis Flensburg. In: Der Landkreis Flensburg, 1867–1974. Ein preußischer Landkreis in Schleswig-Holstein. Bd. 2 (= Schriften der Gesellschaft für Flensburger Stadtgeschichte, Bd. 30,2). Flensburg 1991, S. 335–358.
- (mit Lars N. Henningsen): Die Forschungsabteilung und das Archiv an der Dansk Centralbibliotek for Sydslesvig. In: Die Heimat, Bd. 99 (1992), S. 77–87 (Digitalisat).
- Lorenz Nissen. Dansk præst i Flensburg 1796–1801. In: Sønderjyske årbøger, Jg. 1992, S. 113–123.
- Die dänische Minderheit in Südschleswig. In: Rüdiger Wenzel (Red.): Minderheiten im deutsch-dänischen Grenzbereich (= Gegenwartsfragen, Bd. 69). Landeszentrale für Politische Bildung Schleswig-Holstein, Kiel 1993, S. 73–158, ISBN 3-88312-043-X.
- Uwe Jens Lornsen i Kiel 1830. In: Lars N. Henningsen (Hrsg.): Grænselandshistorie gennem 40 år. Studieafd. ved Dansk Centralbibliotek for Sydslesvig, Flensborg 2003, S. 375–404, ISBN 87-89178-38-6.